# Boroneavo, Hust
Boroneavo (în ucraineană Бороняво) este o comună în raionul Hust, regiunea Transcarpatia, Ucraina, formată numai din satul de reședință.

## Demografie
Componența lingvistică a comunei Boroneavo
     Ucraineană (98,92%)
     Alte limbi (1,09%)
Conform recensământului din 2001, majoritatea populației comunei Boroneavo era vorbitoare de ucraineană (98,92%), existând în minoritate și vorbitori de alte limbi.